# Design en forme de coquille

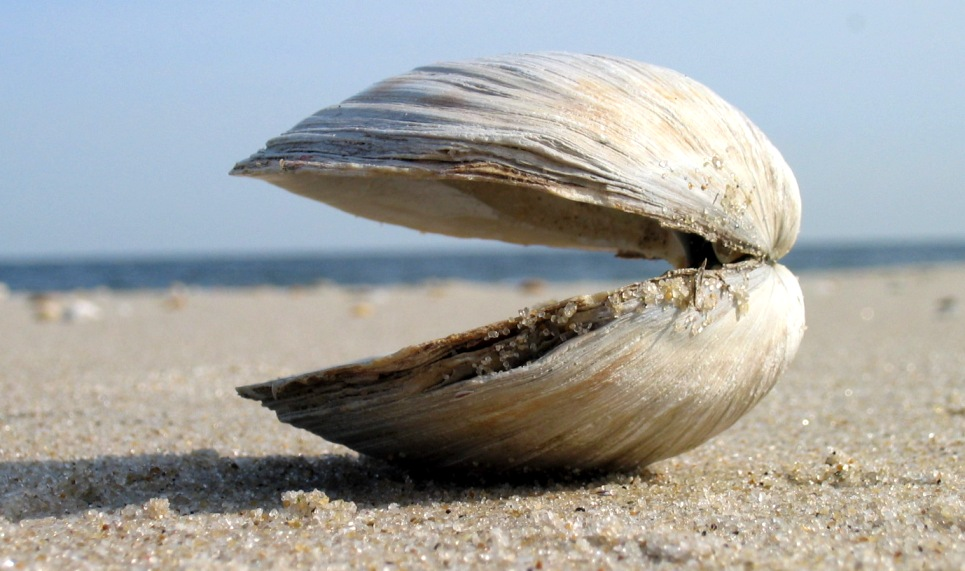
Le facteur de forme du clapet est basé sur la conception articulée de la palourde.

Le téléphone à clapet ou clamshell est un facteur de forme d'un téléphone mobile ou d'un autre appareil qui se compose de deux sections ou plus qui se plient via une charnière. Si la charnière se trouve sur un bord long, l'appareil est plus susceptible d'être appelé clamshell que flip phone (par exemple, les Nokia Communicator (en)).
En général, les composants de l'interface, tels que les touches et l'écran, sont conservés à l'intérieur de la coque fermée, ce qui les protège des dommages et d'une utilisation non intentionnelle, tout en rendant l'appareil plus court ou plus étroit pour qu'il soit plus facile à transporter. Dans la majorité des cas, l'ouverture de la coque offre plus de surface utilisable que lorsque le dispositif est fermé, ce qui permet aux composants d'interface d'être plus grands et plus faciles à utiliser que sur les dispositifs qui ne s'ouvrent pas. Un inconvénient de la conception de la coque est la charnière de connexion, qui est sujette à la fatigue ou à des défaillances.

## Étymologie
Le facteur de forme clamshell est le plus étroitement associé au marché des téléphones portables, car Motorola avait une marque déposée sur le terme « flip phone », mais le terme « flip phone » s'est généralisé pour être utilisé plus fréquemment que « clamshell » dans le langage courant.

## Histoire
Un communicateur ressemblant à un téléphone à clapet apparaît au chapitre 3 d'Armageddon 2419 A.D. (en), une nouvelle de science-fiction de Philip Francis Nowlan, qui a été publiée pour la première fois dans le numéro d'août 1928 du magazine Amazing Stories. « Alan a sorti un paquet compact d'environ 15 cm de côté d'un étui attaché à sa ceinture et l'a tendu à Wilma. Pour autant que j'aie pu le voir, il ne comportait aucun récepteur spécial pour l'oreille. Wilma s'est contentée de rejeter le couvercle en arrière, comme si elle ouvrait un livre, et a commencé à parler. La voix qui revenait de la machine était aussi audible que la sienne ».
Le facteur de forme a été utilisé pour la première fois par le fabricant d'ordinateurs portables GRiD (qui détenait les brevets de l'idée à l'époque) pour son modèle Compass en 1982,. En 1983, l'ordinateur portable Ampere WS-1 utilisait un design moderne à clapet,.
Le premier modèle Motorola à utiliser le design à clapet est le MicroTAC (en), créé en 1989, bien que General Telephone & Electronics (GTE) ait détenu la marque depuis les années 1970 pour son Flip-Phone (l'un des premiers petits téléphones électroniques de poche), jusqu'en 1993,,,. Le facteur de forme coque a commencé à connaître un déclin de popularité à la fin des années 2000 et au début des années 2010, en raison de la popularité croissante des smartphones à écran tactile tels que l'iPhone, qui utilisent un facteur de forme semblable à une ardoise et de grands écrans non pliables. Les clamshells restent un facteur de forme prédominant pour les feature phones, qui restent populaires auprès de publics spécialisés qui préfèrent leur simplicité ou leur durabilité aux smartphones,. Samsung a également lancé en Corée du Sud un smartphone bas de gamme connu sous le nom de Galaxy Folder (en), qui a un design de téléphone à clapet et un clavier rappelant les feature phones tout en fonctionnant sous Android.
En 2019, une nouvelle tendance de smartphones pliables utilisant des écrans OLED enroulables a commencé à émerger : le Samsung Galaxy Fold utilise un facteur de forme à clapet avec un pli vertical et un petit écran secondaire sur son couvercle, et exposant un écran plus grand, semblable à une tablette, lorsqu'il est ouvert,. Motorola a dévoilé une réimagination du Motorola Razr en novembre 2019, qui utilise un écran pliable et un design à clapet rappelant sa ligne éponyme de feature phones,.

## Automobile

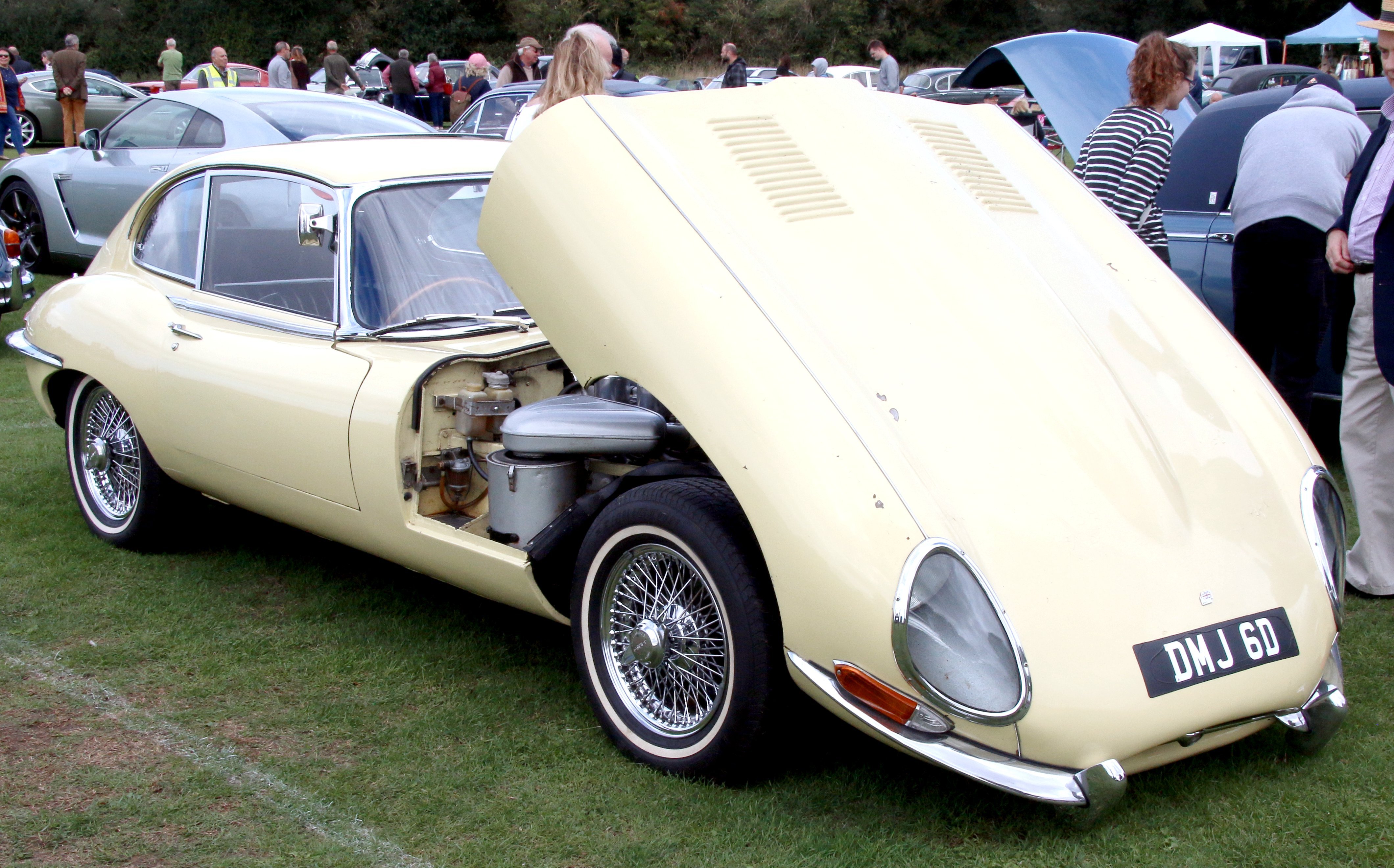
Coque ouverte d'une Jaguar E-Type 1966

Dans le domaine de l'automobile, un capot en forme de coquille est un modèle dans lequel le capot moteur comprend également tout ou partie d'une des ailes. On le trouve parfois sur une voiture à châssis séparé, comme la Triumph Herald, ou sur des voitures basées sur un châssis spatial, où la carrosserie est légère et ne supporte pas de charge importante, comme la Ford GT40 et la Ferrari Enzo, où toute la partie arrière peut être soulevée pour accéder au compartiment moteur et au système de suspension. On le voit aussi parfois sur des voitures monocoques, mais beaucoup plus rarement, comme les BMW Minis et les Alfa Romeo GTV.
Il s'agit également d'un nom informel pour les breaks de taille normale de General Motors, fabriqués de 1971 à 1976, qui comportaient un hayon complexe, en deux parties, « disparaissant », officiellement connu sous le nom de hayon « Glide Away ».

## Autres utilisations
Outre les smartphones, les appareils utilisant la forme flip incluent les ordinateurs portables, les subnotebooks, la Game Boy Advance SP, la Nintendo DS et la Nintendo 3DS, bien qu'ils soient moins souvent décrits comme « flip » ou « clamshell » par rapport aux smartphones.
D'autres appareils, comme les montres de poche, les gaufriers, les grille-sandwichs, les fers à repasser et le gril George Foreman, utilisent depuis longtemps un design à clapet.
Les relieurs construisent des boîtes d'archives en forme de « coquille » appelées « boîtes Solander », dans lesquelles les livres de valeur ou les feuilles volantes peuvent être protégés de la lumière et de la poussière.